# Andreas Christian Gerlach
Andreas Christian Gerlach (* 15. Mai 1811 in Wedderstedt bei Quedlinburg; † 29. August 1877 in Berlin) war ein deutscher Veterinärmediziner und Hochschullehrer.

## Leben
Gerlach war der Sohn eines Schenkwirts und Kleinbauern. Nachdem er mit drei Jahren seinen Vater verloren hatte, wuchs er bei Verwandten in Sargstedt bei Halberstadt auf. Wegen der beengten wirtschaftlichen Verhältnisse absolvierte er die Schule unter großen Schwierigkeiten und fand in seiner Familie dafür auch wenig Unterstützung. 1830 begann er, in Berlin Veterinärmedizin zu studieren, erhielt 1833 seine Zulassung als Tierarzt und ließ sich mit eigener Praxis in Hettstedt nieder. 1845 wurde er Kreistierarzt in Halberstadt, 1846 Repetitor und 1849 Lehrer an der Tierarzneischule in Berlin. 1859 wurde er Professor an der Tierarzneischule in Hannover. 1870 wurde er Direktor der Tierarzneischule Berlin und Geheimer Medizinalrat. In Hannover folgte ihm Karl Günther als Direktor. Für ihn wurde 1873/74 vom Architekten Julius Emmerich der sog. Gerlachbau als Erweiterungsbau des Tieranatomischen Theaters erbaut, um Platz für die wissenschaftlichen Sammlungen und eine Obduktionshalle zu schaffen. 
1855 gründete er mit Leisering die Mitteilungen aus der tierärztlichen Praxis. 1874 gründete er das Archiv für wissenschaftliche und praktische Tierheilkunde.
Von ihm stammen wissenschaftliche Arbeiten unter anderem über Trichinellose, Lungenseuche, Rinderpest, Tuberkulose und Rotz beim Pferd.
Er wirkte maßgeblich an der öffentlichen Anerkennung des Veterinärwesens in Deutschland und an der Etablierung von staatlichen veterinärmedizinischen Untersuchungen.
Vor dem Gebäude der Tierärztlichen Hochschule in Berlin steht sein Denkmal.

## Schriften
- Lehrbuch der allgemeinen Therapie für Tierärzte, 1953, 2. Auflage 1868
- Handbuch der gerichtlichen Tierheilkunde, 1862, 2. Auflage 1872
- Die Rinderpest in Holland, England und Belgien, 1865
- Die Trichinen, 1866
- Die Fleischkost des Menschen vom sanitären und marktpolizeilichen Standpunkte, 1875